# The Lodge
A The Lodge 2016 és 2017 között vetített brit drámasorozat, amelynek alapja egy izraeli sorozat (North Star). A főbb szerepekben Sophie Simnett, Luke Newton, Thomas Doherty, Bethan Wright és Jayden Revri látható
A sorozat premierje 2016. szeptember 23-án volt a Disney Channel az Egyesült Királyságban, Írországban, valamint Kanadában. Amerikában a sorozat premierje 2016. október 17-én volt. Magyarországon 2017. március 20-án mutatta be a Disney Channel.

## Ismertető
A tizenöt éves Skye édesapjával, Eddel együtt költözik a nagyvárosból Észak-Írország vidékére, ahol átveszik a North Star nevű helyi szálloda vezetését, amelyet korábban Skye nagyapja, Patrick birtokolt és irányított. Új otthonukban Skye próbál új életet kezdeni, de ez az új élet korántsem mentes a bonyodalmaktól, hiszen tinédzserként a mindennapi problémákkal is meg kell küzdenie. Amikor megtudja, hogy apja el akarja adni a hotelt egy Gil nevű férfinak, Skye elszomorodik, mivel érzelmileg kötődni kezdett a helyhez. Elhatározza, hogy meggyőzi apját, ne adja el az épületet – ám ekkor felfedezi, hogy a vevő az új barátja apja. Skye a barátai támogatását élvezi, de nem mindenki olyan lelkes a szálloda megmentésében, mint ő. Idővel Skye titkokra derít fényt, amelyek nemcsak az ő életére, hanem a hotel jövőjére is hatással lesznek.

## Szereplők

### Főszereplő
| Szereplő       | Színész               | Magyar hang   | Leírás                                                                     |
| -------------- | --------------------- | ------------- | -------------------------------------------------------------------------- |
| Skye Hart      | Sophie Simnett        | Csifó Dorina  | Lány, aki a North Star szállodába költözik.                                |
| Ben Evans      | Luke Newton           | Baráth István | A North Star szerelője, aki imád a szabadban lenni.                        |
| Sean Matthews  | Thomas Doherty        | Czető Roland  | A North Star egyik dolgozója, aki szenvedélyesen szeret hegyikerékpározni. |
| Danielle Clark | Bethan Wright         | Pekár Adrienn | Skye ellenséges barátnője, Sean volt barátnője és Ben jelenlegi barátnője. |
| Noah Potts     | Jayden Revri          | Joó Gábor     | A North Star egyik dolgozója, aki DJ-ként tevékenykedik.                   |
| Kaylee Markson | Jade Alleyne          | Czető Zsanett | A North Star egyik dolgozója, aki énekesnő szeretne lenni.                 |
| Josh           | Joshua Sinclair-Evans | Gacsal Ádám   | Skye barátja a városból, akitől tanácsot kér.                              |
| Alex           | Mia Jenkins           | TBA           | Skye Hart unokatestvére, aki munkát kap a North Star szállodában.          |

### Mellékszereplő
| Szereplő          | Színész             | Magyar hang     | Leírás                                                                  |
| ----------------- | ------------------- | --------------- | ----------------------------------------------------------------------- |
| Ed Hart           | Marcus Garvey       | Holl Nándor     | Skye édesapja.                                                          |
| Samuel "SJ" James | John Hopkins        | Epres Attila    | Kyle és Aaron nagybátyja.                                               |
| Patrick Hart      | Geoffrey McGivern   | Kertész Péter   | Skye nagyapja, a North Star eredeti tulajdonosa.                        |
| Gil Matthews      | Dan Richardson      | Juhász György   | Sean édesapja.                                                          |
| Christina         | Ellie Taylor        | Erdős Borcsa    | A valóságshow rendezője.                                                |
| Olivia Clark      | Laila Rouass        | Nádasi Veronika | Danielle édesanyja.                                                     |
| Oz                | Dominic Harrison    | Berkes Bence    | Énekesnő, aki Kaylee ideiglenes szerelmi érdeklődése.                   |
| Kyle              | Tom Hudson          | Molnár Levente  | SJ unokaöccsei.                                                         |
| Aaron             | Martin Anzor        | Markovics Tamás | SJ unokaöccsei.                                                         |
| Lori              | Sarah Nauta         | Tamási Nikolett | Lány, aki Christinának dolgozott.                                       |
| Ana               | Clara Rugaard       | Gulás Fanni     | Ben volt barátnője Norvégiából, aki barátságot köt Daniellával.         |
| Ethan Evans       | Cameron King        | Ács Balázs      | Ben öccse, aki szenvedélyesen szeret sziklamászni.                      |
| Ella Matthews     | Emma Campbell-Jones | Ősi Ildikó      | Sean édesanyja.                                                         |
| Frankie           | Lina Larissa Strahl | TBA             | Diák Kaylee zenei főiskoláján.                                          |
| Rebecca           | Kimberley Walsh     | TBA             | Zenei producer, aki arra ösztönzi Frankiet, hogy lopja el Kaylee dalát. |
| Jess              | Dove Cameron        | TBA             | Sean barátja, aki szenvedélyesen űzi a versenyszerű kerékpározást.      |

### Magyar változat
- Főcím: Korbuly Péter
- Bemondó: Bognár Tamás
- Magyar szöveg: Stemler Ágnes
- Hangmérnök: Policza Imre
- Vágó: Wünsch Attila
- Gyártásvezető: Németh Piroska
- Szinkronrendező: Faragó József
- Produkciós vezető: Máhr Rita

A szinkront a SDI Media Hungary készítette el.

## Évados áttekintés
| Évad | Évad | Epizódok | Eredeti sugárzás     | Eredeti sugárzás   | Magyar sugárzás   | Magyar sugárzás   |
| Évad | Évad | Epizódok | Évadpremier          | Évadfinálé         | Évadpremier       | Évadfinálé        |
| ---- | ---- | -------- | -------------------- | ------------------ | ----------------- | ----------------- |
|      | 1    | 10       | 2016. szeptember 23. | 2016. november 25. | 2017. március 20. | 2017. március 31. |
|      | 2    | 15       | 2017. június 9.      | 2017. november 4.  | TBA               | TBA               |

## Epizódok

### 1. évad
| #   | Eredeti cím       | Magyar cím             | Rendezte     | Írta                             | Eredeti premier      | Magyar premier    |
| --- | ----------------- | ---------------------- | ------------ | -------------------------------- | -------------------- | ----------------- |
| 1.  | The New Girl      | Az új lány             | Matt Bloom   | Lee Walters                      | 2016. szeptember 23. | 2017. március 20. |
| 2.  | Reality Check     | A nagy felújítás       | Matt Bloom   | Lee Walters                      | 2016. szeptember 30. | 2017. március 21. |
| 3.  | Opportunities     | Lehetőségek            | Matt Bloom   | Robert Evans                     | 2016. október 7.     | 2017. március 22. |
| 4.  | Double Date       | Dupla randi            | Matt Bloom   | James Whitehouse & Hannah George | 2016. október 14.    | 2017. március 23. |
| 5.  | #Winning          | A győztes              | Matt Bloom   | Bronagh Taggart                  | 2016. október 21.    | 2017. március 24. |
| 6.  | Best Kept Secrets | Legjobban őrzött titok | Dez McCarthy | Scott Payne                      | 2016. október 28.    | 2017. március 27. |
| 7.  | „Cancelled”       | Adásszünet             | Dez McCarthy | Holly Phillips                   | 2016. november 4.    | 2017. március 28. |
| 8.  | Wishful Thinking  | A kívánságok napja     | Dez McCarthy | Bronagh Taggart                  | 2016. november 11.   | 2017. március 29. |
| 9.  | The Truth         | Az igazság             | Dez McCarthy | Lee Walters                      | 2016. november 18.   | 2017. március 30. |
| 10. | The Choice        | A választás            | Dez McCarthy | Lee Walters                      | 2016. november 25.   | 2017. március 31. |

### 2. évad
| #   | Eredeti cím             | Magyar cím          | Rendezte      | Írta                             | Eredeti premier      | Magyar premier |
| --- | ----------------------- | ------------------- | ------------- | -------------------------------- | -------------------- | -------------- |
| 1.  | I Choose You            | Téged választalak   | Dez McCarthy  | Lee Walters                      | 2017. június 9.      |                |
| 2.  | Partners                | Társak              | Dez McCarthy  | Bronagh Taggart                  | 2017. június 16.     |                |
| 3.  | Help                    | Segítség            | Dez McCarthy  | Paul Gerstenberger               | 2017. június 23.     |                |
| 4.  | Call Me                 | Hívj fel!           | Dez McCarthy  | Zoe Lister                       | 2017. június 16.     |                |
| 5.  | Mystery Guest           | Titokzatos vendég   | Julie Edwards | Scott Payne                      | 2017. július 7.      |                |
| 6.  | The Last Dance          | Az utolsó tánc      | Julie Edwards | James Whitehouse & Hannah George | 2017. július 14.     |                |
| 7.  | I'll Huff And I'll Puff | Dúlok-fúlok         | Julie Edwards | Lee Walters                      | 2017. július 14.     |                |
| 8.  | No Hard Feelings        | Nincs harag         | Julie Edwards | Bronagh Taggart                  | 2017. szeptember 8.  |                |
| 9.  | Under New Management    | Az új vezetőség     | Julie Edwards | Bronagh Titley                   | 2017. szeptember 15. |                |
| 10. | Storm                   | A vihar             | Julie Edwards | Sarah Courtauld                  | 2017. szeptember 22. |                |
| 11. | Talking Sides           | A döntés helyzet    | Max Myers     | Paul Gerstenberger               | 2017. szeptember 29. |                |
| 12. | Hard to Say No          | Nehéz nemet mondani | Max Myers     | Scott Payne                      | 2017. október 6.     |                |
| 13. | Distant Relations       | Távkapcsolatok      | Max Myers     | Neil Jones                       | 2017. október 13.    |                |
| 14. | Finish Line             | Célvonal            | Max Myers     | Kirstie Falkous                  | 2017. október 27.    |                |
| 15. | The North Star          | Az Északi Csillag   | Max Myers     | Lee Walters                      | 2017. november 4.    |                |

## A sorozat készítése
2015 júliusában a Disney Channel zöld utat adott a The Lodge című sorozat gyártásának.  Az első évadnak eredetileg 13 epizódot jelentettek be, bár  később 10 epizódra csökkentették. A főszereplő Skye-t eredetileg Maia-nak hívták, akárcsak az izraeli North Star sorozatában. Észak-Írországban forgatták.
2016. december 13-án berendelték a második évadot. 2017. február 21-én bejelentették, hogy a második évadot gyártása megkezdődött, és 15 epizódból fog állni.
A The Lodge az első élőszereplős Disney Channel sorozat, ahol megjelenik a másság: Josh az egyik epizódban megemlíti, hogy a lányok nem az ő esetei.